# Sân vận động Mendizorrotza
Sân vận động Mendizorrotza hay Mendizorroza là một sân vận động bóng đá ở Vitoria-Gasteiz, Tây Ban Nha. Sân vận động là sân nhà của đội bóng Deportivo Alavés.

## Lịch sử
Khai trương vào ngày 27 tháng 4 năm 1924, sân vận động hiện là sân bóng đá lâu đời thứ ba của Giải bóng đá chuyên nghiệp Tây Ban Nha, sau El Molinón (sân nhà của Sporting de Gijón) và Mestalla (sân nhà của Valencia).
Trong lịch sử của mình, sân vận động đã có nhiều lần được cải tạo. Lần quan trọng nhất là lần mở rộng được thực hiện vào năm 1999, xây dựng khán đài mới ở các góc để tăng sức chứa của sân vận động lên 19.840 chỗ ngồi như hiện nay.
Vào tháng 12 năm 2016, Chủ tịch câu lạc bộ Josean Querejeta đã công bố kế hoạch hiện đại hóa và mở rộng sân vận động, có thể nâng sức chứa của sân lên 28.000 chỗ ngồi. Do những khó khăn kinh tế bởi đại dịch COVID-19 ở Tây Ban Nha gây ra, vào tháng 6 năm 2020 câu lạc bộ xác nhận dự án sẽ bị trì hoãn ít nhất một năm.